# Luca Nardi
Luca Nardi (Pésaro, 6 de agosto de 2003) es un tenista profesional italiano.

## Carrera profesional
Su mejor Ranking ATP en individuales fue la posición N°75 el 1 de abril de 2024. En marzo de ese mismo año se destacó por haber eliminado al número uno mundial Novak Djokovic por 6-4, 3-6 y 6-3 en la tercera ronda del Masters de Indian Wells 2024.

## Títulos ATP Challenger (6; 6+0)

### Individuales (6)
| N.° | Fecha                   | Torneo    | Superficie    | Oponente en la final  | Resultado        |
| --- | ----------------------- | --------- | ------------- | --------------------- | ---------------- |
| 1.  | 6 de enero de 2022      | Forli     | Dura (i)      | Mukund Sasikumar      | 6-3, 6-1         |
| 2.  | 3 de abril de 2022      | Lugano    | Dura (i)      | Leandro Riedi         | 4-6, 6-2, 6-3    |
| 3.  | 4 de septiembre de 2022 | Mallorca  | Dura          | Zizou Bergs           | 7-6(2), 3-6, 7-5 |
| 4.  | 6 de agosto de 2023     | Porto     | Dura          | João Sousa            | 5-7, 6-4, 6-1    |
| 5.  | 12 de noviembre de 2023 | Matsuyama | Dura          | Taro Daniel           | 3-6, 6-4, 6-2    |
| 6.  | 31 de marzo de 2024     | Nápoles   | Tierra batida | Pierre-Hugues Herbert | 5-7, 7-6(3), 6-2 |